# Herat
Herat (pers. ‏هرات‎) – miasto w zachodnim Afganistanie, w prowincji Herat. Położony w urodzajnej dolinie rzeki Hari Rod, wypływającej z gór centralnego Afganistanu do pustyni Kara-kum w Turkmenistanie. Jest trzecim co do wielkości miastem Afganistanu, ważnym ośrodkiem handlowym (znanym z produkcji wina) i komunikacyjnym. Szacowana liczba mieszkańców w roku 2015 wyniosła około 808 tys. Mieszkańcy to głównie Tadżycy. Drugą pod względem liczebności grupą etniczną są Pasztuni.
Herat jest starożytnym miastem (Aleksandria Ariana Aleksandra Wielkiego) z wieloma zabytkowymi budynkami, chociaż te ucierpiały podczas różnych konfliktów zbrojnych w czasie ostatnich kilku dekad. Miasto jest zdominowane przez resztki cytadeli zbudowanej w czasach Aleksandra. Herat położony jest korzystnie na starożytnych i historycznych szlakach handlowych do Indii, Chin, Bliskiego Wschodu i Europy. Drogi z Heratu do Iranu, Turkmenistanu, Mazar-i Szarif i Kandaharu są do dziś ważne strategicznie.
W 2004 roku obiekt został wpisany na afgańską listę informacyjną UNESCO – listę obiektów, które Afganistan zamierza rozpatrzyć do zgłoszenia do wpisu na listę światowego dziedzictwa UNESCO.

## Galeria

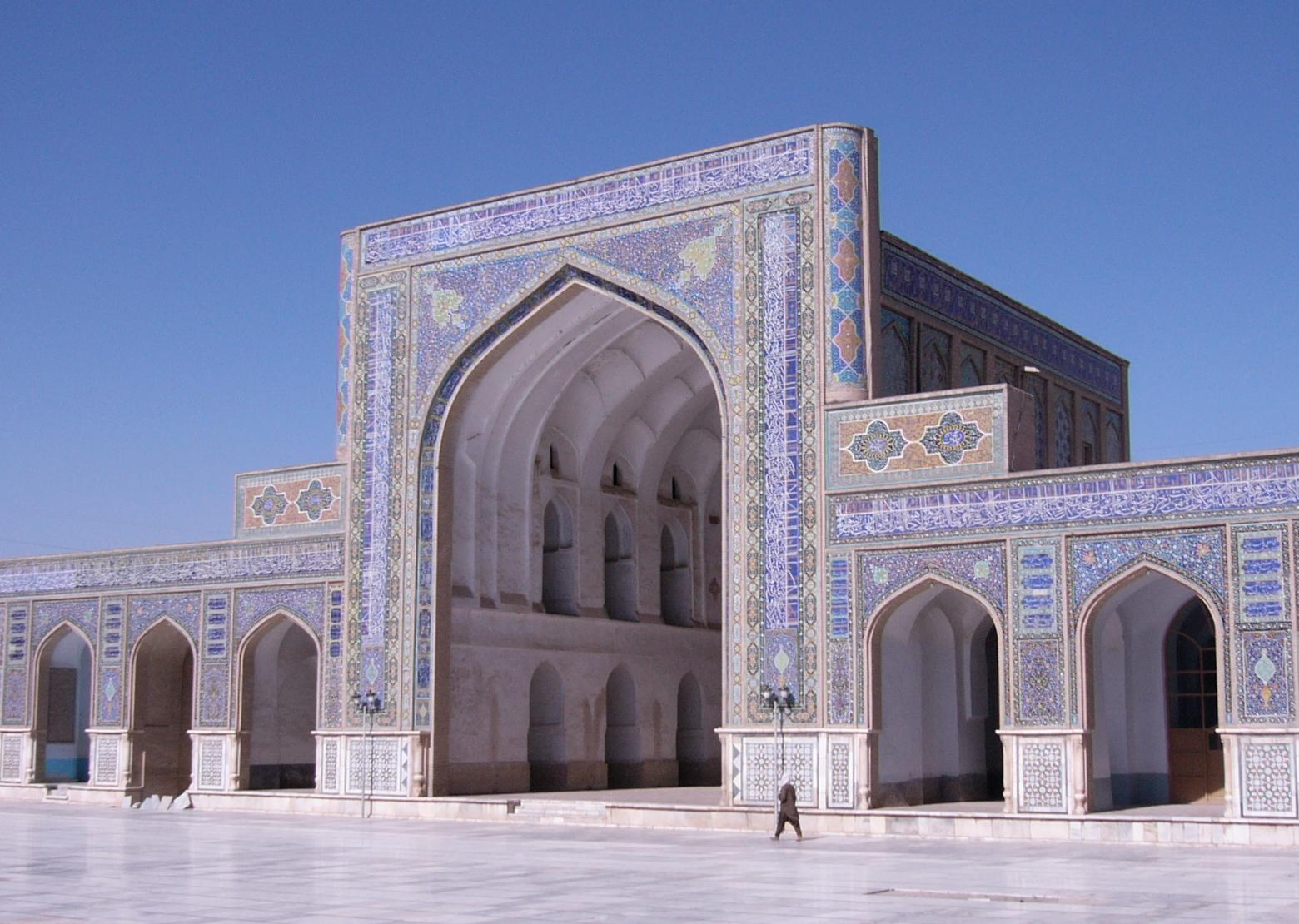
Wielki Meczet w Heracie
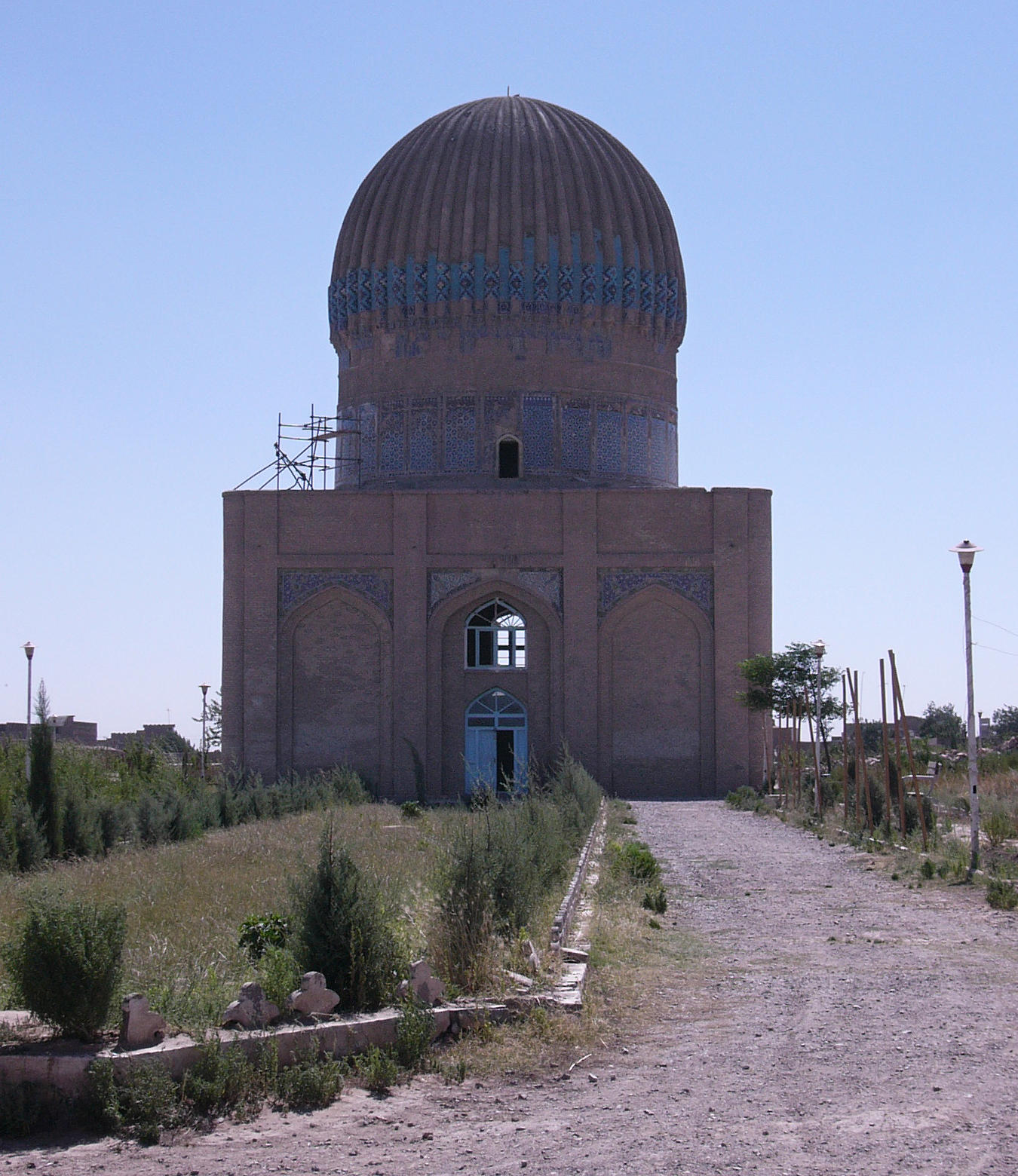
Grobowiec księcia Bajsunkura
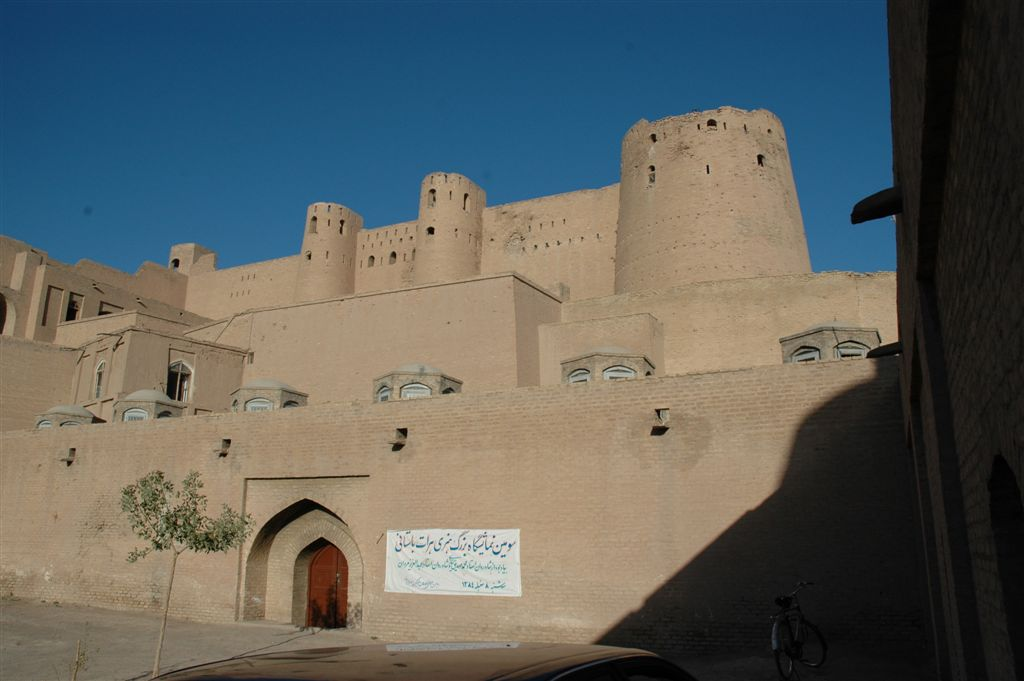
Cytadela w Heracie
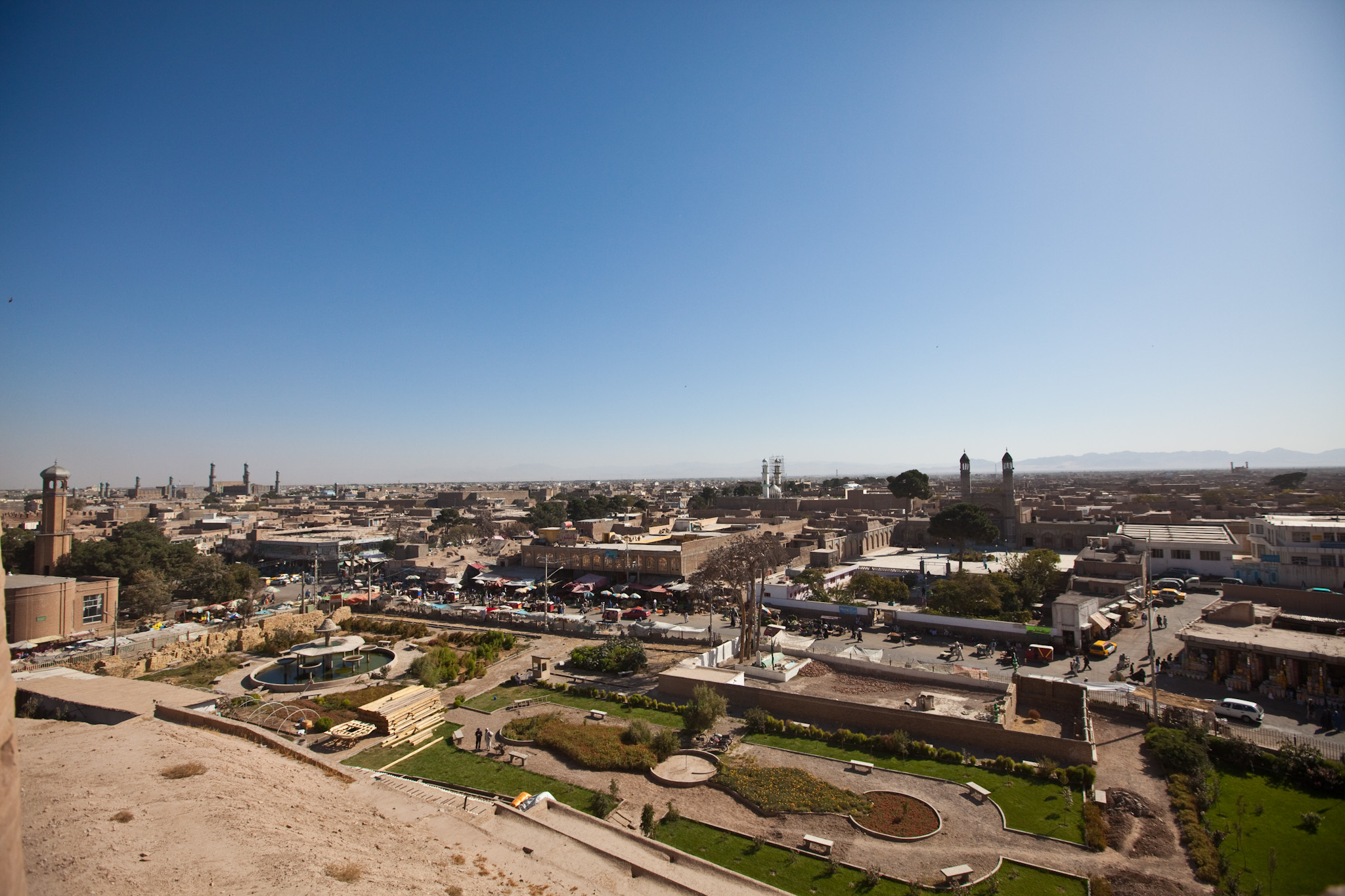
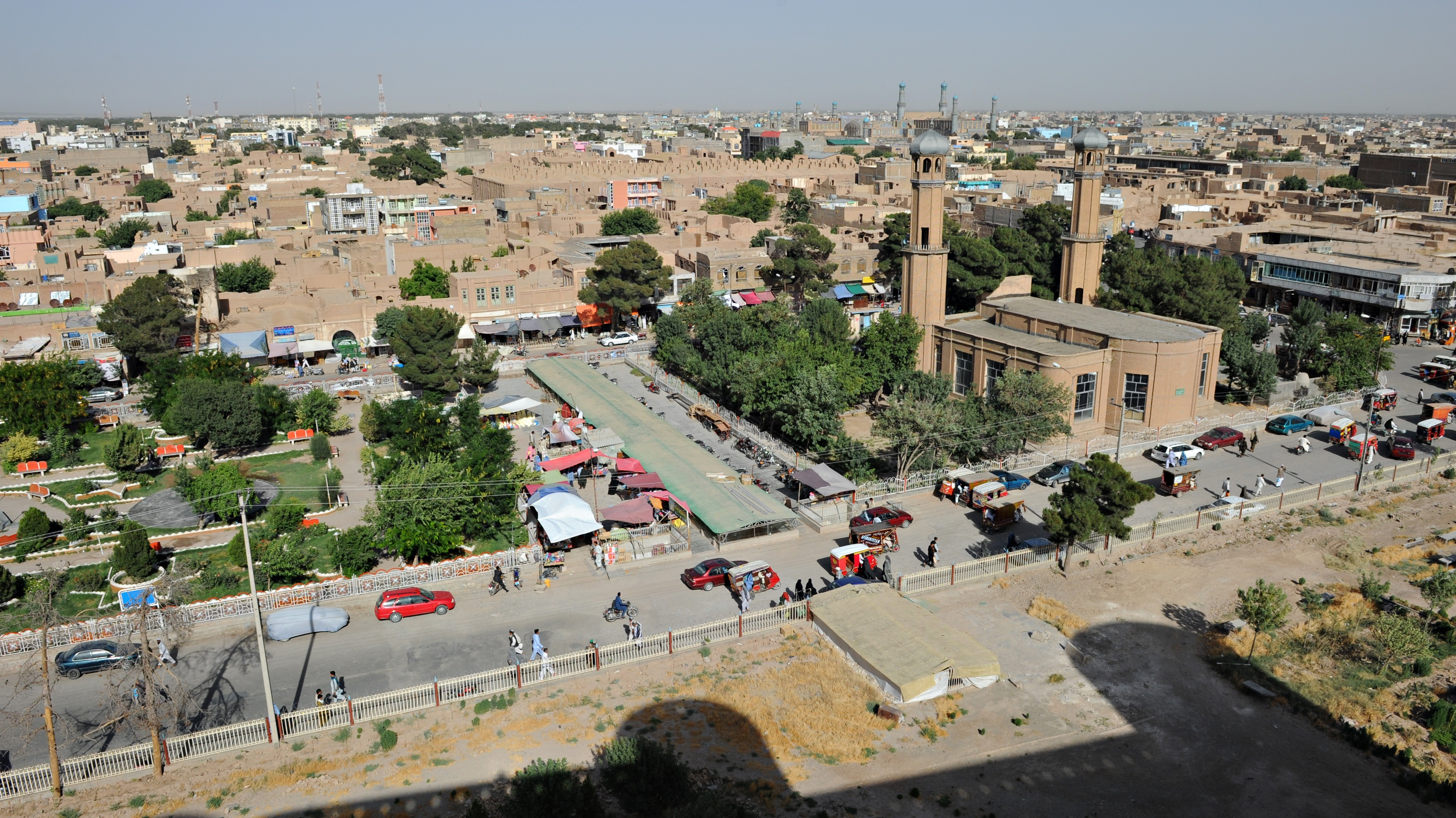
Panorama miasta
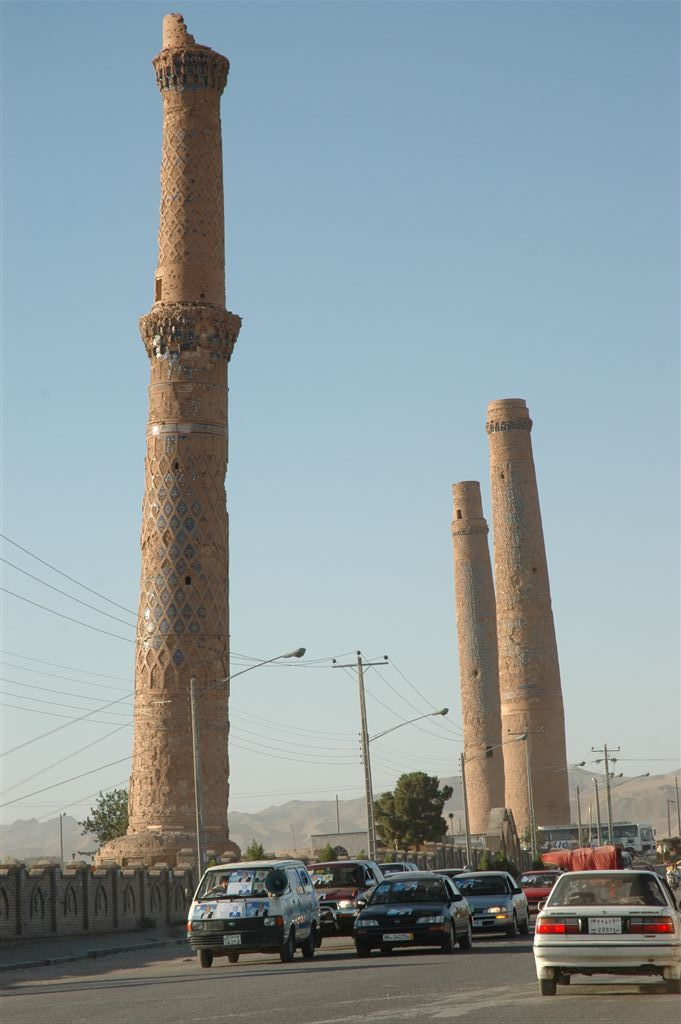